# Каугури (село)
Ка́угури (латыш. Kauguri) — населённый пункт в Беверинском крае Латвии. Входит в состав Каугурской волости (центр — село Мурмуйжа). Расстояние до города Валмиера составляет около 6 км. По данным на 2015 год, в населённом пункте проживало 68 человек. Есть дом культуры, начальная школа, магазин.

## История
В XX веке рядом проходила узкоколейная железная дорога Айнажи — Валмиера — Смилтене с платформой Каугури (демонтирована в 2000 году).
В советское время населённый пункт был центром Каугурского сельсовета Валмиерского района. В селе располагался колхоз «Каугуриеши».